# ماراتة دوغلاسية
ماراتة دوغلاسية (الاسم العلمي:Marattia douglasii) هي نوع من النباتات تتبع جنس الماراتة من الفصيلة الماراتية.